# Athyroglossa barrosi
Athyroglossa barrosi är en tvåvingeart som beskrevs av Brethes 1919. Athyroglossa barrosi ingår i släktet Athyroglossa och familjen vattenflugor. Inga underarter finns listade i Catalogue of Life.